# Flávia Alessandra
Flávia Alessandra Martins da Costa  (Arraial do Cabo, Río de Janeiro, 7 de junio de 1974) es una actriz brasileña.

## Biografía
Siendo hija de un Comandante de navío y una profesora, Flávia realizó sus estudios básicos en un colegio militar hasta los 16 años, edad en la que, pese a sus buenas calificaciones, fue expulsada debido a su conducta rebelde. Entre sus aficiones estaba el teatro y mediante contactos con la televisión llegó a tener pequeños papeles en series televisivas como Top Model y Mico Preto que, sin embargo, no tuvieron gran proyección y, debido también a presiones familiares, llegó a desisitir temporalmente de sus aspiraciones artísticas. Flávia ingresó a estudiar Derecho y comunicaciones, y En 1997 se graduó en Leyes, obteniendo el título de abogado de la Orden de Abogados de Brasil (OAB-BJ). Sin embargo, tras un breve desempeño profesional y cuando se disponía a montar su propia oficina junto con amigas, recibió la oferta de trabajar para la prestigiosa cadena O Globo en La indomable (A indomada), teleserie que le valió reconocimiento y popularidad en su país. En 2001 obtuvo su primer rol protagónico, Lívia Proença de Assunção en la telenovela Porto dos Milagres, y en 2002 protagonizó otro suceso, O Beijo do Vampiro.
Su consagración como actriz vino con la teleserie Alma Gemela, interpretando a la villana Cristina Saboya. Su éxito le significó inscribirse en la primera línea del estrellato en la industria televisiva brasileña, convertirse un rostro destacado de su generación y alcanzar popularidad por su sobresaliente atractivo físico. Debido a su belleza, Flávia ya había recibido ofertas para posar en la afamada revista Playboy, sin embargo, no fue hasta 2006 en que la actriz accedió a hacerlo, argumentando haber esperado el momento en que un perfil profesional sólido respaldara una imagen sensual, y no al revés. Las atrevidos desnudos de la actriz, fotografiada por J.R. Duran, hicieron que la edición de agosto de 2006 fuese un suceso de ventas, con 415.092 ejemplares vendidos. En diciembre de 2009, capitalizando el éxito de las teleseries Duas caras, donde interpreta a una stripper y Caras & Bocas en el papel de una sofisticada experta en arte moderno, Flávia recibió nuevamente la oferta de posar para Playboy (en parte debido a las bajas ventas de la publicación) y para la cual habría cobrado una considerable suma con la condición, además, de no realizar poses demasiado explícitas.

## Filmografía

### Televisión
| Año  | Título                 | Personaje                                            |
| ---- | ---------------------- | ---------------------------------------------------- |
| 1989 | Top Model              | Tânia                                                |
| 1990 | Mico Preto             | Francisca                                            |
| 1993 | Sonho Meu              | Inês                                                 |
| 1994 | Pátria Minha           | Cláudia                                              |
| 1995 | História de Amor       | Soninha                                              |
| 1997 | A Indomada             | Dorothy Williams Mackenzie                           |
| 1998 | Meu Bem Querer         | Lívia Maciel                                         |
| 2000 | Aquarela do Brasil     | Beatriz                                              |
| 2001 | Puerto de los milagros | Lívia Proença de Assunção / Iemanjá                  |
| 2002 | El beso del vampiro    | Lívia / Princesa Cecília                             |
| 2004 | El color del pecado    | Lena                                                 |
| 2005 | Alma gemela            | Cristina Ávilla Saboya (Villana)                     |
| 2006 | Pé na Jaca             | Vanessa Fortuna                                      |
| 2007 | Dos caras              | Alzira Melgaço Correia                               |
| 2009 | Acuarela del amor      | Dafne Bastos Conti da Silva                          |
| 2010 | Cuchicheos             | Ella misma                                           |
| 2011 | Dinosaurios & Robots   | Naomi Gusmão / Naomi Robô (Protagonista/Antagonista) |
| 2012 | La guerrera            | Érica Castro                                         |
| 2013 | Além do Horizonte      | Heloísa Barcelos                                     |
| 2016 | Êta Mundo Bom!         | Sandra Sampaio Carneiro (Villana)                    |
| 2018 | O Sétimo Guardião      | Rita de Cássia Machado                               |
| 2020 | Salve-se Quem Puder    | Helena Furtado Santamarina (Protagonista)            |

### Cine
| Año  | Título                              | Personaje                         |
| ---- | ----------------------------------- | --------------------------------- |
| 2006 | No Meio da Rua                      | Márcia                            |
| 2006 | The Wild                            | Bridget (doblaje portugués)       |
| 2007 | O Homem que Desafiou o Diabo        | Madre Pantanha                    |
| 2010 | De Pernas pro Ar                    | Daniele                           |
| 2011 | Não Se Preocupe, Nada Vai Dar Certo | Flora                             |
| 2013 | Nelson Ninguém                      | Cindy Love                        |
| 2017 | Doidas e Santas                     | Valéria                           |
| 2017 | Polícia Federal: A Lei É para Todos | Beatriz                           |
| 2018 | O Amor dá Trabalho                  | Elisângela                        |
| 2018 | Los Increíbles 2                    | Evelyn Deavor (doblaje portugués) |